# Bloomer (Wisconsin)
Bloomer es una ciudad ubicada en el condado de Chippewa en el estado estadounidense de Wisconsin. En el Censo de 2010 tenía una población de 3539 habitantes y una densidad poblacional de 442,35 personas por km².

## Geografía
Bloomer se encuentra ubicada en las coordenadas 45°6′10″N 91°29′30″O / 45.10278, -91.49167. Según la Oficina del Censo de los Estados Unidos, Bloomer tiene una superficie total de 8 km², de la cual 7.62 km² corresponden a tierra firme y (4.79%) 0.38 km² es agua.

## Demografía
Según el censo de 2010, había 3539 personas residiendo en Bloomer. La densidad de población era de 442,35 hab./km². De los 3539 habitantes, Bloomer estaba compuesto por el 97.94% blancos, el 0.25% eran afroamericanos, el 0.23% eran amerindios, el 0.34% eran asiáticos, el 0% eran isleños del Pacífico, el 0.28% eran de otras razas y el 0.96% pertenecían a dos o más razas. Del total de la población el 0.76% eran hispanos o latinos de cualquier raza.